# برنارد سانت-لوران
برنارد سانت-لوران هو سياسي كندي، ولد في 14 ديسمبر 1953 في ساغينيه في كندا، وتوفي في 22 يناير 2015. نشط حزبياً في الكتلة الكيبيكية. وقد انتخب عمدة وانتخب عضو مجلس العموم الكندي.